# Zygophylax tizardensis
Zygophylax tizardensis is een hydroïdpoliep uit de familie Lafoeidae. De poliep komt uit het geslacht Zygophylax. Zygophylax tizardensis werd in 1890 voor het eerst wetenschappelijk beschreven door Kirkpatrick. 